# راي فيغا
راي فيغا (بالإنجليزية: Ray Vega)‏ هو مغن مؤلف ومغني أمريكي، ولد في 28 يوليو 1961 في لوس أنجلوس في الولايات المتحدة.